# Parma unifasciata
Parma unifasciata är en fiskart som först beskrevs av Steindachner, 1867.  Parma unifasciata ingår i släktet Parma och familjen Pomacentridae. Inga underarter finns listade i Catalogue of Life.